# 船渡町
船渡町（ふなとちょう）は、愛知県豊橋市の地名。

## 地理
豊橋市南西部に位置する。東は植田町・大山町、西は明海町・大崎町、北は神野新田町・神野ふ頭町に接する。

### 河川
- 梅田川[1]

### 池沼
- 小沢上池[1]
- 小沢下池[1]
- 鳶ノ巣池[1]
- 釜穴池[1]

### 字一覧
- 荒田（あらた）[WEB 5]
- 稲新田（いねしんでん）[WEB 5]
- 上ノ山（うえのやま）[WEB 5]
- 内新田（うちしんでん）[WEB 5]
- 小沢（おざわ）[WEB 5]
- 尾山下（おやました）[WEB 5]
- 皆住下（かいちゅうした）[WEB 5]
- 北尾山（きたおやま）[WEB 5]
- 城戸中（きどうち）[WEB 5]
- 小鰡新田（こいなしんでん）[WEB 5]
- 塩谷（しおや）[WEB 5]
- 高打場（たかうちば）[WEB 5]
- 鶴ケ崎（つるがさき）[WEB 5]
- 伝六（でんろく）[WEB 5]
- 鳶ノ巣（とびのす）[WEB 5]
- 富ノ前（とみのまえ）[WEB 5]
- 西割（にしわり）[WEB 5]
- 火穴（ひあな）[WEB 5]
- 平松（ひらまつ）[WEB 5]
- 船渡（ふなと）[WEB 5]
- 本沢（ほんざわ）[WEB 5]
- 前田（まえだ）[WEB 5]
- 松ノ内（まつのうち）[WEB 5]
- 三ツ池（みついけ）[WEB 5]
- 南尾山（みなみおやま）[WEB 5]
- 向山（むかいやま）[WEB 5]
- 向山下（むかいやました）[WEB 5]
- 山崎下（やまざきした）[WEB 5]
- 勇助（ゆうすけ）[WEB 5]

## 歴史

### 地名の由来
かつて渡船場があったことに由来するとされる。

### 人口の変遷
国勢調査による人口および世帯数の推移。
| 1995年（平成7年）  | 571世帯 1536人 |  |
| 2000年（平成12年） | 447世帯 1360人 |  |
| 2005年（平成17年） | 682世帯 1575人 |  |
| 2010年（平成22年） | 693世帯 1605人 |  |
| 2015年（平成27年） | 596世帯 1417人 |  |

### 沿革
- 1932年（昭和7年） - 渥美郡高師村大字大崎の一部により、豊橋市船渡町が成立[2]。

## 交通
- 愛知県道豊橋田原線[1]

## 施設
- 三河海運協業組合[1]
- 豊橋船渡郵便局[1]
- 曹洞宗竜源院[1]
- 若宮八幡社[1]
- 幸稲荷神社[1]
- 社宮神社[1]

### WEB
1. ↑  “愛知県豊橋市の町丁・字一覧”.   人口統計ラボ. 2023年4月13日閲覧。
2. ↑  総務省統計局 (2017年1月27日). “平成27年国勢調査の調査結果(e-Stat) - 男女別人口及び世帯数 －町丁・字等” (CSV). 2021年7月21日閲覧。
3. ↑  “愛知県豊橋市の郵便番号一覧”.   日本郵便. 2023年4月13日閲覧。
4. ↑  “市外局番の一覧” (PDF).   総務省 (2022年3月1日). 2022年3月22日閲覧。
5. 1 2 3 4 5 6 7 8 9 10 11 12 13 14 15 16 17 18 19 20 21 22 23 24 25 26 27 28 29  “愛知県豊橋市 住所一覧から地図を検索”.   ONE COMPATH. 2023年8月17日閲覧。
6. ↑  総務省統計局 (2014年3月28日). “平成7年国勢調査の調査結果(e-Stat) - 男女別人口及び世帯数 －町丁・字等” (CSV). 2021年7月20日閲覧。
7. ↑  総務省統計局 (2014年5月30日). “平成12年国勢調査の調査結果(e-Stat) - 男女別人口及び世帯数 －町丁・字等” (CSV). 2021年7月20日閲覧。
8. ↑  総務省統計局 (2014年6月27日). “平成17年国勢調査の調査結果(e-Stat) - 男女別人口及び世帯数 －町丁・字等” (CSV). 2021年7月21日閲覧。
9. ↑  総務省統計局 (2012年1月20日). “平成22年国勢調査の調査結果(e-Stat) - 男女別人口及び世帯数 －町丁・字等” (CSV). 2021年7月21日閲覧。
10. ↑  総務省統計局 (2017年1月27日). “平成27年国勢調査の調査結果(e-Stat) - 男女別人口及び世帯数 －町丁・字等” (CSV). 2021年7月21日閲覧。

### 書籍
1. 1 2 3 4 5 6 7 8 9 10 11 12 13 14  「角川日本地名大辞典」編纂委員会 1989, p. 1795.
2. 1 2  「角川日本地名大辞典」編纂委員会 1989, p. 1184.